# Parc national Sacromonte
Le parc national Sacromonte (espagnol : Parque nacional Sacromonte) est un parc national du Mexique situé dans l'État de Mexico. Il a une superficie de 45 ha et il a été créé en 1939. Il est administré par la Comisión Nacional de Áreas Naturales Protegidas.